# The 14 Hour Technicolor Dream
The 14 Hour Technicolor Dream war ein Rockkonzert, das am 29. April 1967 im  Londoner Alexandra Palace (Spitzname Ally Pally) stattfand. Das Konzert, an dem auch Poeten und Artisten beteiligt waren, begann am Samstag, dem 29. April, um 20 Uhr und dauerte bis 10 Uhr am Sonntagmorgen (14 Stunden). Der Eintritt betrug 1 £. Es traten etliche der führenden Rockbands der Zeit auf. Die Zahl der Besucher wird auf 7.000 bis 10.000 geschätzt.

## Vorgeschichte
Die Underground-Zeitschrift The International Times (IT), deren Erstausgabe mit einem Konzert von Pink Floyd und anderen am 14. Oktober 1966 im Roundhouse gefeiert worden war, wurde im Frühjahr 1967 wiederholt das Ziel polizeilicher Razzien. In Reaktion darauf planten Barry Miles (Mitbesitzer der Indica Gallery), John „Hoppy“ Hopkins (einer der Betreiber des UFO Clubs) und David Howson (Manager des Middle Earth Clubs) ein Großereignis der Untergrund-Kultur, um Mittel für Zeitschrift zu sammeln.
Sie buchten den Alexandra Palace für die Nacht vom 29. zum 30. April 1967. Hopkins hatte darin 1964 ein Konzert von John Lee Hooker mit den Rolling Stones fotografiert und war seitdem fasziniert von dem Gebäude. Am Abend zuvor, dem 28. April, fand die wöchentliche Party im UFO Club statt.

## Das Festival
In der riesigen Halle des Alexandra Palace waren zwei Bühnen aufgebaut. Die größere Bühne befand sich an der Rückwand der Halle, die kleinere Bühne in der Hallenmitte. Zeitweise traten zwei Bands gleichzeitig auf. Eine in der Halle fest installierte Orgel war wegen Renovierungsarbeiten von einem Gerüst umgeben, das mit Tüchern behängt war. Auf diesen provisorischen Leinwänden wurden Underground-Filme gezeigt. Daneben gab es umfangreiche Lichtinstallationen. Eine weitere Attraktion war eine Riesenrutschbahn (Helter Skelter), die eigens für das Ereignis gemietet worden war.
Julian Palacios beschreibt das Festival in seinem Buch über Syd Barrett „Lost in the Woods“ als eine Art Mittelaltermarkt mit Ständen, Gauklern, Akrobaten und Wahrsagern. Die psychedelische Stimmung wurde durch exzessiven Drogenkonsum angeheizt; teilweise wurden Drogen umsonst ausgegeben. Dennoch blieb die Atmosphäre friedlich.

## Die Künstler und Bands
Die auftretenden Künstler und Bands wurden nicht im Voraus angekündigt. Es kursierten Gerüchte über mögliche Teilnehmer, die dann doch nicht auftraten, etwa The Velvet Underground, Allen Ginsberg, Andy Warhol und Frank Zappa mit seinen Mothers of Invention.
Über die tatsächlich aufgetretenen Künstler gibt es keine zuverlässigen Quellen. Eine geschätzte Liste der Auftritte umfasst The Crazy World of Arthur Brown, Soft Machine, The Move, Tomorrow, The Pretty Things, Pete Townshend, John’s Children, Alexis Korner, Social Deviants, The Purple Gang, Champion Jack Dupree, Graham Bond, Savoy Brown, Ginger Johnson and his African conga drummers, The Creation, Denny Laine, The Block, The Cat, The Flies, Charlie Browns Clowns, Glo Macari and the Big Three, Gary Farr, The Interference, Jacobs Ladder Construction Company, Ron Geesin, Lincoln Folk Group, Mike Horovitz, Poison Bellows, Christopher Logue, Robert Randall, Suzy Creamcheese, Sam Gopal Dream, Giant Sun Trolley, Simon Vickenoog, Jean Jaques Lavel, The Stalkers, Utterly Incredible Too Long Ago To Remember Sometimes Shouting At People, Barry Fantoni, Noel Murphy, Dick Gregory, Derek Brimstone, Dave Russel, 117, Mick & Pete, Binder, Edwards & Vaughan, Alexander Trocchi sowie Yoko Ono.
Pink Floyd kamen gegen drei Uhr an, sie hatten zuvor Konzerte in den Niederlanden. Ihr Auftritt untermalte den Sonnenaufgang.

## Nachwirkungen
Palacios beschreibt „The 14 Hour Technicolor Dream“ als „epochale Erfahrung“ (epochal experience) für viele. „Der Untergrund kam an die Oberfläche“ (The underground […] went overground). Die BBC berichtete live vom Festival in den 22-Uhr-Nachrichten. Auf diese Weise erfuhr auch John Lennon davon und machte sich auf, um dabei zu sein.
Ausschnitte des Festivals sind zu sehen in der Dokumentation Tonite Let’s All Make Love in London von  Peter Whitehead, der das Swinging London der 1960er Jahre dokumentierte.
Am 21. April 2007 fand anlässlich des 40. Jahrestages von „The 14 Hour Technicolor Dream“ eine Gedenkveranstaltung im Londoner Institute of Contemporary Arts statt. Es traten einige der Musiker auf, die 40 Jahre zuvor dabei waren, darunter The Pretty Things und Arthur Brown. Daneben wurde Filmmaterial gezeigt, und es fanden Diskussionsrunden mit Zeitzeugen statt.